# Pulo Geto Baru
Pulo Geto Baru is een bestuurslaag in het regentschap Kepahiang van de provincie Bengkulu, Indonesië. Pulo Geto Baru telt 908 inwoners (volkstelling 2010).